# Мала Осава
Мала Осава — річка в Україні, у Хустському районі Закарпатської області. Права притока Ріки (басейн Дунаю).

## Опис
Довжина річки 18 км., похил річки — 8,1 м/км. Площа басейну 70,8 км².

## Розташування
Бере початок на південному сході від Довгого. Спочатку тече на південний схід понад Липецькою Поляною, повертає на південний захід і на південному заході Кошельова впадає у річку Ріку, праву притоку Тиси.

## Цікавий факт
- Біля витоку річки розташована автомобільна дорога Т 0712